# 윈드 리버 (영화)
《윈드 리버》(영어: Wind River)는 2017년 8월 개봉한 미국의 스릴러 영화이다. 테일러 셰리던의 감독 데뷔작이며 각본 역시 맡았다. 제러미 레너, 엘리자베스 올슨이 주연으로 출연하며 이들은 와이오밍의 윈드 리버 인디언 보호구역에서 발생한 살인 사건을 해결하려 한다. 감독인 테일러 셰리던은 강간 살해당하는 원주민 여성들의 수가 점점 높아지는 현실에 대한 경고 인식을 높이기 위해 이 영화를 만들었다고 말했다.
이 영화는 테일러 셰리던의 "현대 미국 국경" 3부작 중 세 번째 작품으로, 2015년작 시카리오: 암살자의 도시가 첫 작품이고, 2016년에는 로스트 인 더스트가 개봉했다. 이 영화의 주요 촬영은 2016년 3월 12일 유타주에서 시작되어 2016년 4월 25일까지 계속되었다.
2017 선댄스 영화제에서 최초 상영되었으며 2017년 8월 4일 미국에서 개봉되었다.  또한 평론가들로부터 전반적으로 긍정적인 평가를 받았으며 흥행에 성공하여 1,100만 달러의 투자 예산으로 4,500만 달러의 수익을 올렸다.

## 줄거리
와이오밍 주의 윈드 리버 인디언 보호구역의 겨울을 배경으로, 포식자로부터 양이나 말 등을 지키는 야생동물 사냥꾼 코리 램버트는 눈 속에서 18세의 나탈리 핸슨의 얼어붙은 시신을 발견한다. 이에 FBI 특수요원 제인 배너가 살인 가능성을 조사하기 위해 도착했다. 신입 티를 여지없이 내는 제인에게 코리와 현지 경찰들은 불안감을 보이지만 그녀를 크게 적대시하지는 않는다.
다음날 배너는 나탈리의 아버지 마틴으로부터 딸이 새로운 남자친구와 사귀고 있었다는 사실을 알게 된다. 부검 결과 외상과 성폭력의 흔적 등이 나타났으며, 제인은 희생자의 몸 상태를 보고 사고가 아닌 사건으로 보고 이 근방 지리에 명석한 코리에게 수사 협조를 요청한다. 코리는 승낙하는데, 이번 희생자는 코리의 마을 친구인 마틴의 딸이고 코리 역시 3년 전에 희생자와 비슷하게 딸을 잃은 가슴아픈 경험을 했었다. 복수를 다짐하는 마틴에게 코리는 그들을 꼭 잡겠다고 말한다.
램버트는 나탈리의 "새로운 남자친구" 가 인근 석유 시추장에서 경비 일을 하는 맷 레이번이라는 사실을 알게 되나, 이번엔 맷의 참혹한 시체만 발견한다. 다시 수사에 난항을 겪고 팀을 두 개로 나눠 제인 일행은 광산 쪽에 수사를 하고 코리는 단독으로 맷의 시체쪽의 스노우 모빌 자국을 추적하기로 한다. 광산 쪽으로 간 제인 일행은 한 광산 직원이 보도되지 않은 희생자인 나탈리의 이름을 말함으로서 순식간에 긴장 상태에 돌입하고, 스노우 모빌 자국을 추적하던 코리는 스노우 모빌 자국이 광산으로 이어졌다는 사실을 알게 된다.
코리는 급하게 제인과 동행한 같은 마을 보안관에게 연락을 취했지만 총격전이 벌어지고 제인 은 총상을 입고 동행한 보안관들도 진범과 공범인 광산 직원들에게 사살된다. 살아남은 직원들이 제인을 마저 죽이려 할 때 미리 엄폐해있던 코리의 총에 진범을 제외한 나머지 직원들은 모두 사망한다. 진범은 산속으로 달아났지만 이미 갈 곳을 알고 있던 코리는 진범을 기절시키고 산 정상으로 끌고 간 다음 자백을 받고 그들이 나탈리에게 했던 것처럼 맨발로 도망 쳐보라고 말한다. 진범은 도망가지만 얼마 지나지 않아 추위로 사망한다.
사건이 끝나고 램버트는 병원에 있는 제인을 찾아가 그녀의 강인함을 칭찬한다. 그리고 그는 나탈리의 아버지인 마틴을 찾아가 이 사건은 종결됐으며 나탈리의 죽음에 책임이 있는 진범이 "질질 짜면서" 죽었다고 말한다. 그들은 딸의 죽음에 대해 슬픔을 같이하며 이 장면에 이어서, 실종자 수치 집계에 아메리칸 원주민 여성들이 집계되지 않는다는 자막과 함께 영화는 막을 내린다.

## 출연
- 제러미 레너 - 코리 램버트
- 엘리자베스 올슨 - 제인 배너
- 켈시 초 - 내털리 핸슨
- 그레이엄 그린 - 벤
- 제임스 조던 - 피트 미킨스
- 존 번설 - 맷 레이번
- 길 버밍햄 - 마틴 핸슨
- 티오 브리온스 - 케이시 램버트
- 줄리아 존스 - 윌마 램버트
- 마틴 센즈마이어 - 칩 핸슨
- 휴 딜런 - 커티스
- 이언 보언 - 에번
- 매슈 델네그로 - 딜런
- 에릭 랭 - 닥터 화이트허스트
- 블레이크 로빈스 - 팀
- 노먼 레넷 - 데일
- 아페사나쾃 - 댄 크로하트
- 탄투 카디널 - 앨리스 크로하트
- 타라 카시언 - 잉그리드
- 가베 카스돌프 - 계약자 1
- 메이슨 D. 데이비스 - 계약자 2
- 듀이 벡 - 아메리카 원주민 경찰관
- 타일러 라라카 - 프랭크 워커
- 제럴드 토칼라 클리퍼드 - 샘 리틀페더
- 알테어 샘

## 평가

#### 박스오피스 성적
이 영화의 제한된 개봉 주말에는 4개 극장에서 16만1558달러(극장당 평균 40만390달러)를 벌어들여 박스오피스 29위에 그쳤다.개봉 둘째 주, 이 영화는 45개 극장으로 상영이 확대되었고 총 수입은 622,567달러였다. 이 영화는 8월 18일 694개 상영관으로 확대되어 총 3백만 달러를 벌어들여 박스오피스 10위에 올랐다. 다음 주에 이 영화는 1,401개 상영관(총 2,095개 상영관)에 추가되어 460만 달러(증가 54.6%)를 벌어들여 박스오피스 4위를 차지했다.이 영화는 다른 507개 극장에서 개봉하여 다음 주말에 570만 달러를 벌었으며, 4일간의 노동절 주말 동안 720만 달러로 추산되며, 이후 13일간 꾸준히 미국 박스 오피스 2위를 차지했다. 2017년 6번째로 많은 수익을 올린 인디 영화였다.